# Acquaformosa
Acquaformosa is een gemeente in de Italiaanse provincie Cosenza (regio Calabrië) en telt 1261 inwoners (31-12-2004). De oppervlakte bedraagt 22,6 km², de bevolkingsdichtheid is 59 inwoners per km².

## Demografie
Acquaformosa telt ongeveer 518 huishoudens. Het aantal inwoners daalde in de periode 1991-2001 met 11,3% volgens cijfers uit de tienjaarlijkse volkstellingen van ISTAT.
| Jaar | Inwoneraantal |
| ---- | ------------- |
| 1991 | 1460          |
| 2001 | 1295          |

## Geografie
De gemeente ligt op ongeveer 756 m boven zeeniveau.
Acquaformosa grenst aan de volgende gemeenten: Altomonte, Lungro, San Donato di Ninea.